# Ulîțea, Seredîna-Buda
Ulîțea (în ucraineană Улиця) este un sat în comuna Znob-Trubcevska din raionul Seredîna-Buda, regiunea Sumî, Ucraina.

## Demografie
Componența lingvistică a localității Ulîțea
     Rusă (100%)
Conform recensământului din 2001, toată populația localității Ulîțea era vorbitoare de rusă (100%).